# Buddhistische Liberal-Demokratische Partei
Die Buddhistische Liberal-Demokratische Partei (khm.: គណបក្សប្រជាធិបតេយ្យ សេរីនិយម ព្រះពុទ្ធសាសនា; engl. Buddhist Liberal Democratic Party, BLDP; frz. Parti libéral démocratique bouddhiste) war eine kambodschanische Partei, die als Minderheitspartner der Regierung von 1993 bis 1998 angehörte, aber schon vor dem Ende der Legislaturperiode 1997 nach internen Auseinandersetzungen aufgelöst wurde.

## Geschichte
Die Partei wurde am 21. Mai 1992 vom früheren Premierminister Son Sann als Nachfolgerin der Nationalen Befreiungsfront der Khmer (Englisch Khmer People’s National Liberation Front, kurz KPNLF) gegründet, einer Widerstandsbewegung gegen das Regime der Volksrepublik Kampuchea der Kambodschanische Volkspartei. Eine weitere Nachfolgepartei der KPNLF hatte zuvor mit der Liberal Democratic Party bereits Sak Sutsakhan, der ehemalige militärische Oberbefehlshaber der Republik Khmer, gegründet.
Den Vorsitz führte Son Sann, Vizepräsident war Ieng Mouly, Generalsekretär Kem Sokha. Ziel bei der Gründung war, an den Parlamentswahlen von 1993 teilnehmen zu können.
Das Wahlergebnis der BLDP als drittstärkster Partei (3,81 % der Stimmen, 10 der 120 Sitze in der neuen Nationalversammlung) entsprach jedoch bei weitem nicht den Erwartungen der Parteigründer. Als Gründe für das schwache Abschneiden wurden der Umstand, dass viele Mitglieder im Ausland wohnten und damit an den Wahlen nicht teilnehmen konnten, sowie Schikanen durch die von der Kambodschanischen Volkspartei (CPP) dominierte Verwaltung verantwortlich gemacht. Auf solche hätte allerdings auch die Wahlgewinnerin, die monarchistische FUNCINPEC, verweisen können, die dennoch 45,47 % der Stimmen und 58 Sitze gewann. Eher entscheidend für die Niederlage der Partei war, dass viele Wähler sie mit der KPNLF identifizierten und damit mitverantwortlich für erlittene Leiden während des Regimes der Republik Khmer machten. Überdies gelang es der Partei nicht genügend, sich von der FUNCINPEC abzugrenzen, mit der zusammen sie mehr als 10 Jahre den nichtkommunistischen Widerstand in der Volksrepublik Kampuchea gebildet hatte. Auch fehlten ihr die Stimmen des abtrünnigen Generals Sak Sutsakhan, der mit der Liberal Democratic Party als viertstärkste Partei 1,56 % der Stimmen gewann.
Trotz ihrem schwachen Abschneiden wurde die BLDP in die Koalitionsregierung mit der FUNCINPEC und der Kambodschanischen Volkspartei (CPP) aufgenommen. Son Sann erhielt im Juni 1993 sogar die Position des Präsidenten der Nationalversammlung bis zur Verkündung der Verfassung im Oktober 1993, als er das Amt seinem Nachfolger Chea Sim übergab.
Im Oktober 1993 war die Buddhistische Liberal-Demokratische Partei Gründungsmitglied des Rates der asiatischen Liberalen und Demokraten (CALD).
Noch vor Ablauf der Legislaturperiode 1993–1998 zerbrach die Partei. Während des Wahlkampfs zu den Parlamentswahlen 1998 hatten sich zwischen Son Sann und dem Vizepräsidenten Ieng Mouly tiefe Meinungsverschiedenheiten herausgebildet, die Son Sann sogar bewogen, von der UNTAC (Übergangsverwaltung der Vereinten Nationen in Kambodscha) die Ersetzung Moulys im Supreme National Council (SNC), der von UNTAC eingesetzten, für die Verwaltung Kambodschas bis zur Wahl des Parlaments zuständigen Behörde, durch einen anderen Vertreter der BLDP zu verlangen. Die UNTAC lehnte das Begehren allerdings ab. Mit dem Suizid des BLDP-Parlamentariers Meas Chan Leap, der zwischen seinen Loyalitäten für beide Seiten hin- und hergerissen war, verschärfte sich die Situation dramatisch. Kurz darauf tötete ein Granatenangriff auf einen Kongress von Anhängern Son Sanns etwa 30 Menschen. Ieng Mouly hatte den Kongress, der sich von der Regierung distanzieren wollte, verbieten wollen.
Die Auseinandersetzungen führten schließlich zur endgültigen Spaltung der Partei. Ieng Mouly gründete die Buddhist Liberal Party und erhielt gerichtlich das Recht, als einzige Partei im Namen die Bezeichnung Buddhist zu führen. Son Sann reagierte darauf mit der Gründung der Son Sann Party und übergab deren Führung seinem Sohn Son Soubert. Fünf der zehn Parlamentarier der nunmehr aufgelösten BDLP folgten der Buddhist Liberal Party, fünf der Son Sann Party. Die beiden Parteien gewannen bei den Parlamentswahlen von 1998 jedoch nur noch 0,9 bzw. 0,7 % der Stimmen und wurden danach aufgelöst.